# Torch of Liberty
「Torch of Liberty」（トーチ・オブ・リバティー）は、KANA-BOONのメジャー15枚目のシングル。2020年11月25日にKi/oon Musicから発売された。

## 概要
- 前作『スターマーカー』から約8ヶ月振りのリリース。
- CDは初回生産限定盤、通常盤、期間生産限定盤の3形態で発売。
- 表題曲「Torch of Liberty」は、MBS・TBS系テレビアニメ『炎炎ノ消防隊 弐ノ章』の第2クールオープニングテーマである[2]。尚、ボーカルの谷口鮪は、同アニメのエンディングテーマであるPELICAN FANCLUBの「ディザイア」をプロデュースもしている[2]。
- 初回生産限定盤の特典DVDには、2020年7月26日に行われた自身初の無観客配信ライブ『KANA-BOONの“プレ”BEST LIVE』[3]のライブ映像を収録[1]。
- 期間生産限定盤の特典DVDには、前述アニメ『炎炎ノ消防隊』のノンクレジットオープニングムービーと表題曲のMusic Videoを収録。更に、同アニメの書き下ろしジャケットとなっており、デジパック仕様となっている[1]。
- 表題曲は、メロディアスで軽快なギターリフにシンセサウンドを織り交ぜた、アッパーで力強いロックチューン。炎をモチーフにアニメの世界観を描きながらも、失われつつある自由や抑圧された日常に対し「解放」というキーワードを掲げた、メッセージ性の強い楽曲となっている[2]。

## 収録曲

### CD
- 全作詞・作曲：谷口鮪　編曲：KANA-BOON

この全楽曲は、谷口鮪がベースを弾いている
1. Torch of Liberty
  - MBS・TBS系テレビアニメ『炎炎ノ消防隊 弐ノ章』第2クールオープニングテーマ
2. センチネル
3. マジックアワー

### DVD（初回生産限定盤・期間生産限定盤）

#### 初回生産限定盤
| #   | タイトル                                 | 作詞 | 作曲・編曲 |
| --- | ---------------------------------------- | ---- | ---------- |
| 1.  | 「- Introduction -」                     |      |            |
| 2.  | 「ないものねだり」                       |      |            |
| 3.  | 「さくらのうた」                         |      |            |
| 4.  | 「ウォーリーヒーロー」                   |      |            |
| 5.  | 「フルドライブ」                         |      |            |
| 6.  | 「ディストラクションビートミュージック」 |      |            |
| 7.  | 「シルエット」                           |      |            |
| 8.  | 「バトンロード」                         |      |            |
| 9.  | 「まっさら」                             |      |            |
| 10. | 「スターマーカー」                       |      |            |
| 11. | 「春を待って」                           |      |            |
| 12. | 「- Conclusion -」                       |      |            |

#### 期間生産限定盤
| #  | タイトル                                                                | 作詞 | 作曲・編曲 |
| -- | ----------------------------------------------------------------------- | ---- | ---------- |
| 1. | 「『炎炎ノ消防隊 弐ノ章』第2クール ノンクレジットオープニングムービー」 |      |            |
| 2. | 「「Torch of Liberty」Music Video」                                     |      |            |